# 薬丸兼中
薬丸 兼中（やくまる かねなか、? - 明和6年3月22日（1769年4月28日））は、江戸時代中期の薩摩藩士。幼名は半介。通称は長左衛門。諱は兼中。薬丸兼雄の子。息子は薬丸兼富。「三州御治世要覧 巻37」によると2番与小番に所属していた。2番与小番には槍術本心鏡智流の師範梅田盛香が所属していた。

## 経歴
- 享保11年（1726年）8月2日：初お目見え。
- 宝暦4年（1754年）10月29日：父が死去したのを受け、翌年2月11日に相続。
- 宝暦5年（1755年）10月28日：長左衛門に改名し、相続の御礼をする。
- 明和6年（1769年）3月22日夜：病死。法名は大器院悟雲弓道居士。

## 人物
- 兼中は父の初お目見えの2年後に、初お目見えを行っている。
- 祖父の薬丸兼慶と父の薬丸兼雄より薬丸家家伝の示現流を修める。また、東郷位照より十二の打を伝授された。
- ある日、兼中の従兄弟の清水休右衛門が薬丸家を訪れた。清水は本心鏡知流槍術の達人であるとともに示現流は二段を持っていた。兼中に対し、示現流には槍止めの技があるが、本当に止められるはずはないと竹竿で勝負を挑んだ。兼中は小太刀で竹竿の突きを止めようとしたが、止まらなかった。しかし、息子の兼富は止めることができたという。これに関して、「示現流聞書喫緊録付録系図」では兼富をほめる一方、兼中を酷評している。
- 祖父兼慶は宝暦8年9月17日暁に病死し、義勇院殿活岩道機大居士という法名を与えられた。兼中は「殿と大の字が良すぎる」といって、兼慶の墓石からこの2字を削り落としたという。

## 系譜
- 父：薬丸兼雄
- 母：不詳
- 妻：不詳
  - 男子：薬丸兼富